# Gora Chistaja
Gora Chistaja är ett berg i Antarktis. Det ligger i Östantarktis. Australien gör anspråk på området. Toppen på Gora Chistaja är 382 meter över havet.
Terrängen runt Gora Chistaja är platt åt nordväst, men åt sydost är den kuperad.  Trakten är obefolkad. Det finns inga samhällen i närheten.